# Preisagentur
Eine Preisagentur ist ein Dienstleister für Privatpersonen, Unternehmen, Behörden und Vereine. Der Auftraggeber kommt dabei mit einem vorliegenden Angebot für ein bestimmtes Produkt/Dienstleistung zur Preisagentur. Diese sucht dann einen günstigeren Anbieter für eben jenes Produkt. Das Honorar der Preisagentur wird von der Preisdifferenz, also der Ersparnis des Kunden, abgeleitet (meistens 10 bis 30 %).
Mit Preisrecherchen als Geschäftsmodell traten bereits Anfang der 1990er Jahre die ersten Unternehmen an. Die enorme Verbreitung des Internets führte jedoch dazu, dass sich das System der Preisagentur dem schnellen Tempo der Informationsverbreitung anpassen musste. Heute bietet das Internet jedem Nutzer die Möglichkeit, schnell und effizient Anbieter und Preise (zum Beispiel von hochwertigen technischen Geräten) selbst zu recherchieren (siehe Internet-Preisvergleich). Durch neue Informationsmedien, vor allem durch das Internet, ist die Markttransparenz enorm gestiegen. Die Dienstleistung von Preisagenturen bestehen insbesondere darin, dass sie für ihre Kunden den Markt transparenter machen und ihm so Preisvorteile verschaffen.
Eine weitere gesellschaftliche Veränderung wirkte sich unmittelbar auf die Geschäftsfelder der Preisagenturen aus. Der Wegfall des Rabattgesetzes am 25. Juli 2001 schuf auch für private Konsumenten die Möglichkeit, beim Kauf direkt mit dem Anbieter zu handeln und dabei gegebenenfalls einen über den bei Barzahlung früher auf 3 % des Warenwertes gedeckelten Rabatt auszuhandeln.
Preisagenturen, die sich heute am Markt behaupten können, setzen deshalb eher auf Vermittlung und Einkaufs-Kooperationen als auf Recherche. Sie verdienen ihr Geld also nicht mehr über anteilige Provisionen an den eingesparten Kosten der Käufer, sondern vielmehr mit der Vermittlung von Kunden an die Anbieter. Manche Preisagenturen spezialisieren sich auf eine bestimmte Branche oder Nische wie etwa auf die Recherche von preisgünstigen Neuwagen, den regionalen Heizölmarkt oder auf Produkte im Bereich der Telekommunikation und umgehen so dem hohen Konkurrenzdruck der Internetsuchmaschinen.